# Alfonso Fernández Mañueco
Alfonso Fernando Fernández Mañueco (ur. 29 kwietnia 1965 w Salamance) – hiszpański polityk i samorządowiec, działacz Partii Ludowej, alkad Salamanki (2011–2018), prezydent Kastylii i Leónu (od 2019).

## Życiorys
Ukończył studia prawnicze na Uniwersytecie w Salamance, przez dwa lata pracował w prywatnej firmie prawniczej. Zaangażował się w działalność polityczną w ramach Partii Ludowej i jej organizacji młodzieżowej Nuevas Generaciones. W pierwszej połowie lat 90. został sekretarzem generalnym partii w Salamance, a na początku kolejnej dekady objął tożsamą funkcję w jej strukturach w Kastylii i Leónie.
W 1995 po raz pierwszy wybrany na radnego Salamanki, kilkakrotnie ponownie wchodził w skład rady miejskiej. W latach 1996–2001 zajmował stanowisko przewodniczącego diputación provincial w Salamance, kolegialnego organu zarządzającego prowincją. Następnie do 2011 zasiadał w rządzie wspólnoty autonomicznej, którym kierował Juan Vicente Herrera. Do 2007 odpowiadał w nim za sprawy administracji terytorialnej, następnie był regionalnym ministrem spraw wewnętrznych i sprawiedliwości. W 2003 po raz pierwszy wybrany w skład parlamentu Kastylii i Leónu, uzyskiwał następnie reelekcję. W 2011 został alkadem Salamanki, na czele władz miejskich stał do 2018.
W 2017 został nowym przewodniczącym Partii Ludowej we wspólnocie autonomicznej. W lipcu 2019 głosami ludowców i posłów Obywateli został wybrany na urząd prezydenta Kastylii i Leónu. W marcu 2022, kilka tygodni po przedterminowych wyborach, PP zawarła nową koalicję rządową z prawicową partią Vox; Alfonso Fernández Mañueco pozostał na czele regionalnego rządu.